# فهرست جایزه‌ها و نامزدی‌های ابراهیم حاتمی‌کیا
فهرست جایزه‌ها و نامزدی‌های ابراهیم حاتمی‌کیا شامل جایزه‌ها و نامزدی‌های ابراهیم حاتمی‌کیا (زادهٔ ۱۳۴۰) فیلم‌ساز سینمای ایران، در جشنواره‌های مختلف سینمایی است.
حاتمی‌کیا حضور در جشنواره‌ فیلم فجر را با فیلم‌های کوتاه تربت و صراط در سومین دورهٔ جشنواره آغاز کرد که برای صراط، نامزد سیمرغ بلورین بهترین فیلم کوتاه شده و دیپلم افتخار دریافت کرد. او در هفتمین دورهٔ جشنواره، سیمرغ بلورین جایزهٔ ویژهٔ هیئت داوران را برای کارگردانی دیده‌بان، و در هشتمین دورهٔ جشنواره، دیپلم افتخار برای فیلم‌نامهٔ مهاجر دریافت کرد. آژانس شیشه‌ای نخستین فیلمی است که سیمرغ بلورین را در رشته‌های اصلی جشنواره برای حاتمی‌کیا به ارمغان آورد. او برای این فیلم، دو سیمرغ بلورین در رشته‌های بهترین کارگردانی و بهترین فیلم‌نامه از شانزدهمین دورهٔ جشنواره کسب کرد و یک سال بعد، سومین سیمرغ بلورین را نیز برای کارگردانی روبان قرمز به‌دست آورد. بیست و چهارمین دورهٔ جشنواره نیز جایزه‌های متعددی برای حاتمی‌کیا رقم زد. او در این دوره، سیمرغ بلورین بهترین فیلم و دیپلم افتخار بهترین فیلم‌نامه را از بخش «مسابقهٔ سینمای ایران» جشنواره و سیمرغ بلورین بهترین فیلم را نیز از بخش «مسابقهٔ سینمای بین‌الملل» برای به نام پدر دریافت کرد. همچنین وی دو سیمرغ بلورین برای کارگردانی به رنگ ارغوان و به وقت شام از بخش «مسابقهٔ سینمای ایران»، و نیز یک سیمرغ بلورین برای فیلم‌نامهٔ به رنگ ارغوان و یک سیمرغ بلورینِ جایزهٔ ویژهٔ هیئت داوران برای کارگردانی چ از بخش «مسابقهٔ سینمای بین‌الملل» جشنواره دریافت کرده‌است. آژانس شیشه‌ای علاوه بر نخستین سیمرغ بلورین، نخستین تندیس زرین را هم برای حاتمی‌کیا به‌همراه داشت. او در نخستین حضور خود در جشن سینمای ایران، موفق به دریافت تندیس زرین بهترین کارگردانی شد. این موفقیت، سه سال بعد و توسط ارتفاع پست برایش تکرار شد. او از جشنواره بین‌المللی فیلم مقاومت (با نام سابق جشنوارهٔ فیلم دفاع مقدس) هم چندین جایزه دریافت کرده‌است. وی در اولین حضور خود در جشنواره، تندیس بهترین فیلم را برای دیده‌بان، و تندیس بهترین کارگردانی را فیلم‌های دیده‌بان و مهاجر کسب کرد. دو دیپلم افتخار برای فیلم‌نامه‌های وصل نیکان و از کرخه تا راین، به همراه یک تندیسِ جایزهٔ ویژهٔ هیئت داوران برای آژانس شیشه‌ای، تنها جایزه‌های حاتمی‌کیا از بخش مسابقهٔ این جشنواره طی سال‌های دههٔ ۱۳۷۰ بود تا سرانجام تندیس بهترین کارگردانی را به‌ترتیب برای چ و بادیگارد در سال‌های ۱۳۹۳ و ۱۳۹۵ دریافت کند. حاتمی‌کیا یک تندیس جایزهٔ ویژهٔ هیئت داوران در بخش «سینمای بین‌المللی» نیز برای کارگردانی چ کسب کرد. جشن انجمن منتقدان و نویسندگان سینمایی ایران هم دیگر جشنوارهٔ مهمی است که حاتمی‌کیا در آن حضور پیدا کرده و برندهٔ جایزه شده‌است. تندیس بهترین کارگردانی برای به رنگ ارغوان، و تندیسِ جایزهٔ ویژهٔ هیئت داوران برای بادیگارد، جایزه‌های او از این جشنواره هستند. تنها نامزدی وی برای دریافت جایزه بازیگری نیز به نامزدی تندیس بهترین بازیگر نقش مکمل مرد در زندگی خصوصی آقا و خانم میم از ششمین جشن انجمن منتقدان بازمی‌گردد.
در مجموع، حاتمی‌کیا ۱۰ سیمرغ بلورین و ۳ دیپلم افتخار از جشنواره فیلم فجر در عنوان‌های مختلف به دست آورده است. وی همچنین ۲ تندیس زرین از جشن سینمای ایران به همراه ۶ تندیس و ۲ دیپلم افتخار از جشنواره فیلم مقاومت و نیز ۲ تندیس از جشن انجمن منتقدان و نویسندگان سینمایی ایران را در کارنامهٔ خود دارد. حاتمی‌کیا از حضور در جشنواره‌های غیرایرانی نیز، ۱ نخل طلای جشنواره بین‌المللی فیلم بغداد و ۲ تندیس طلایی جشنواره فیلم مستقل وین را به دست آورده‌است. بیشترین جایزه‌های حاتمی‌کیا برای بادیگارد با ۹ جایزه است که از ۱۵ نامزدی در جشنواره‌های مختلف سینمایی حاصل شده‌است.

## جایزه‌ها و نامزدی‌ها
| جشنواره                                    | سال  | بخش                                        | رشته                                                | فیلم                       | نتیجه        | م.            |
| ------------------------------------------ | ---- | ------------------------------------------ | --------------------------------------------------- | -------------------------- | ------------ | ------------- |
| جشنواره فیلم فجر                           | ۱۳۶۳ | مسابقهٔ سینمای ایران                        | سیمرغ بلورین بهترین فیلم کوتاه                      | صراط                       | دیپلم افتخار | [ ۱ ]         |
| جشنواره فیلم فجر                           | ۱۳۶۷ | مسابقهٔ سینمای ایران                        | سیمرغ بلورین بهترین فیلم‌نامه                        | دیده‌بان                    | نامزدشده     | [ ۲ ]         |
| جشنواره فیلم فجر                           | ۱۳۶۷ | مسابقهٔ سینمای ایران                        | سیمرغ بلورین جایزهٔ ویژهٔ هیئت داوران                 | دیده‌بان                    | برنده        | [ ۲ ]         |
| جشنواره فیلم فجر                           | ۱۳۶۸ | مسابقهٔ سینمای ایران                        | سیمرغ بلورین بهترین کارگردانی                       | مهاجر                      | نامزدشده     | [ ۲ ]         |
| جشنواره فیلم فجر                           | ۱۳۶۸ | مسابقهٔ سینمای ایران                        | سیمرغ بلورین بهترین فیلم‌نامه                        | مهاجر                      | دیپلم افتخار | [ ۲ ]         |
| جشنواره فیلم فجر                           | ۱۳۷۱ | مسابقهٔ سینمای ایران                        | سیمرغ بلورین بهترین کارگردانی                       | از کرخه تا راین            | نامزدشده     | [ ۲ ]         |
| جشنواره فیلم فجر                           | ۱۳۷۱ | مسابقهٔ سینمای ایران                        | سیمرغ بلورین بهترین فیلم‌نامه                        | از کرخه تا راین            | نامزدشده     | [ ۲ ]         |
| جشنواره فیلم فجر                           | ۱۳۷۲ | مسابقهٔ سینمای ایران                        | سیمرغ بلورین بهترین کارگردانی                       | خاکستر سبز                 | نامزدشده     | [ ۲ ]         |
| جشنواره فیلم فجر                           | ۱۳۷۶ | مسابقهٔ سینمای ایران                        | سیمرغ بلورین بهترین کارگردانی                       | آژانس شیشه‌ای               | برنده        | [ ۲ ]         |
| جشنواره فیلم فجر                           | ۱۳۷۶ | مسابقهٔ سینمای ایران                        | سیمرغ بلورین بهترین فیلم‌نامه                        | آژانس شیشه‌ای               | برنده        | [ ۲ ]         |
| جشنواره فیلم فجر                           | ۱۳۷۷ | مسابقهٔ سینمای ایران                        | سیمرغ بلورین بهترین کارگردانی                       | روبان قرمز                 | نامزدشده     | [ ۲ ]         |
| جشنواره فیلم فجر                           | ۱۳۷۷ | مسابقهٔ سینمای بین‌الملل                     | سیمرغ بلورین بهترین کارگردانی                       | روبان قرمز                 | برنده        | [ ۲ ]         |
| جشنواره فیلم فجر                           | ۱۳۷۷ | بهترین‌های سینمای ایرانبعد از انقلاب اسلامی | بهترین فیلم سیاسی                                   | آژانس شیشه‌ای               | برنده        | [ ۲ ]         |
| جشنواره فیلم فجر                           | ۱۳۷۷ | بهترین‌های سینمای ایرانبعد از انقلاب اسلامی | بهترین فیلم دفاع مقدس                               | از کرخه تا راین            | برنده        | [ ۲ ]         |
| جشنواره فیلم فجر                           | ۱۳۸۰ | مسابقهٔ سینمای ایران                        | سیمرغ بلورین بهترین کارگردانی                       | ارتفاع پست                 | نامزدشده     | [ ۳ ]         |
| جشنواره فیلم فجر                           | ۱۳۸۴ | مسابقهٔ سینمای ایران                        | سیمرغ بلورین بهترین فیلم                            | به نام پدر                 | برنده        | [ ۲ ]         |
| جشنواره فیلم فجر                           | ۱۳۸۴ | مسابقهٔ سینمای ایران                        | سیمرغ بلورین بهترین کارگردانی                       | به نام پدر                 | نامزدشده     | [ ۲ ]         |
| جشنواره فیلم فجر                           | ۱۳۸۴ | مسابقهٔ سینمای ایران                        | سیمرغ بلورین بهترین فیلم‌نامه                        | به نام پدر                 | دیپلم افتخار | [ ۲ ]         |
| جشنواره فیلم فجر                           | ۱۳۸۴ | مسابقهٔ سینمای بین‌الملل                     | سیمرغ بلورین بهترین فیلم                            | به نام پدر                 | برنده        | [ ۲ ]         |
| جشنواره فیلم فجر                           | ۱۳۸۸ | مسابقهٔ سینمای ایران                        | سیمرغ بلورین بهترین کارگردانی                       | به رنگ ارغوان              | برنده        | [ ۴ ]         |
| جشنواره فیلم فجر                           | ۱۳۸۸ | مسابقهٔ سینمای ایران                        | سیمرغ بلورین بهترین فیلم‌نامه                        | به رنگ ارغوان              | نامزدشده     | [ ۴ ]         |
| جشنواره فیلم فجر                           | ۱۳۸۸ | مسابقهٔ سینمای ایران                        | سیمرغ بلورین جایزهٔ ویژهٔ هیئت داوران                 | به رنگ ارغوان              | نامزدشده     | [ ۴ ]         |
| جشنواره فیلم فجر                           | ۱۳۸۸ | مسابقهٔ سینمای بین‌الملل                     | سیمرغ بلورین بهترین فیلم‌نامه                        | به رنگ ارغوان              | برنده        | [ ۵ ]         |
| جشنواره فیلم فجر                           | ۱۳۹۲ | سودای سیمرغ                                | سیمرغ بلورین بهترین کارگردانی                       | چ                          | نامزدشده     | [ ۶ ]         |
| جشنواره فیلم فجر                           | ۱۳۹۲ | جام جهان‌نما                                | سیمرغ بلورین جایزهٔ ویژهٔ هیئت داوران                 | چ                          | برنده        | [ ۷ ]         |
| جشنواره فیلم فجر                           | ۱۳۹۶ | سودای سیمرغ                                | سیمرغ بلورین بهترین کارگردانی                       | به وقت شام                 | برنده        | [ ۸ ]         |
| جشنواره فیلم فجر                           | ۱۴۰۳ | سودای سیمرغ                                | سیمرغ بلورین بهترین کارگردانی                       | موسی کلیم‌الله: به وقت طلوع | نامزدشده     | [ ۹ ]         |
| جشنواره فیلم فجر                           | ۱۴۰۳ | سودای سیمرغ                                | سیمرغ بلورین بهترین فیلم‌نامه                        | موسی کلیم‌الله: به وقت طلوع | نامزدشده     | [ ۹ ]         |
| جشن سینمای ایران                           | ۱۳۷۷ | مسابقهٔ فیلم‌های بلند                        | تندیس زرین بهترین کارگردانی                         | آژانس شیشه‌ای               | برنده        | [ ۱۰ ]        |
| جشن سینمای ایران                           | ۱۳۷۸ | مسابقهٔ فیلم‌های بلند                        | تندیس زرین بهترین کارگردانی                         | روبان قرمز                 | نامزدشده     | [ ۲ ]         |
| جشن سینمای ایران                           | ۱۳۸۱ | مسابقهٔ فیلم‌های بلند                        | تندیس زرین بهترین کارگردانی                         | ارتفاع پست                 | برنده        | [ ۱۱ ]        |
| جشن سینمای ایران                           | ۱۳۸۱ | مسابقهٔ فیلم‌های بلند                        | تندیس زرین بهترین فیلم‌نامه                          | ارتفاع پست                 | نامزدشده     | [ ۱۱ ]        |
| جشن سینمای ایران                           | ۱۳۸۱ | مسابقهٔ فیلم‌های بلند                        | فیلم برگزیدهٔ انجمن منتقدان ونویسندگان سینمایی ایران | ارتفاع پست                 | نامزدشده     | [ ۱۱ ]        |
| جشن سینمای ایران                           | ۱۳۸۱ | مسابقهٔ فیلم‌های بلند                        | فیلم برگزیدهٔ خانه سینما                             | ارتفاع پست                 | برنده        | [ ۱۲ ]        |
| جشن سینمای ایران                           | ۱۳۸۷ | مسابقهٔ فیلم‌های بلند                        | تندیس زرین بهترین کارگردانی                         | دعوت                       | نامزدشده     | [ ۱۳ ]        |
| جشن سینمای ایران                           | ۱۳۸۷ | مسابقهٔ فیلم‌های بلند                        | تندیس زرین بهترین فیلم‌نامه                          | دعوت                       | نامزدشده     | [ ۱۳ ]        |
| جشن سینمای ایران                           | ۱۳۹۵ | مسابقهٔ فیلم‌های بلند                        | تندیس زرین بهترین کارگردانی                         | بادیگارد                   | نامزدشده     | [ ۱۴ ]        |
| جشن سینمای ایران                           | ۱۳۹۷ | مسابقهٔ فیلم‌های بلند                        | تندیس زرین بهترین کارگردانی                         | به وقت شام                 | نامزدشده     | [ ۱۵ ]        |
| جشنواره فیلم مقاومت                        | ۱۳۶۹ | مسابقهٔ فیلم‌های بلند                        | تندیس بهترین فیلم                                   | دیده‌بان                    | برنده        | [ ۱۶ ]        |
| جشنواره فیلم مقاومت                        | ۱۳۶۹ | مسابقهٔ فیلم‌های بلند                        | تندیس بهترین کارگردانی                              | دیده‌بان، مهاجر             | برنده        | [ ۱۶ ]        |
| جشنواره فیلم مقاومت                        | ۱۳۷۱ | مسابقهٔ فیلم‌های بلند                        | تندیس بهترین فیلم‌نامه                               | وصل نیکان                  | دیپلم افتخار | [ ۱۷ ]        |
| جشنواره فیلم مقاومت                        | ۱۳۷۳ | مسابقهٔ فیلم‌های بلند                        | تندیس بهترین کارگردانی                              | از کرخه تا راین            | نامزدشده     | [ ۱۸ ]        |
| جشنواره فیلم مقاومت                        | ۱۳۷۳ | مسابقهٔ فیلم‌های بلند                        | تندیس بهترین فیلم‌نامه                               | از کرخه تا راین            | دیپلم افتخار | [ ۱۸ ]        |
| جشنواره فیلم مقاومت                        | ۱۳۷۵ | مسابقهٔ فیلم‌های بلند                        | تندیس بهترین کارگردانی                              | برج مینو                   | نامزدشده     | [ ۱۹ ]        |
| جشنواره فیلم مقاومت                        | ۱۳۷۵ | مسابقهٔ فیلم‌های بلند                        | تندیس بهترین فیلم‌نامه                               | بوی پیراهن یوسف            | نامزدشده     | [ ۱۹ ]        |
| جشنواره فیلم مقاومت                        | ۱۳۷۷ | مسابقهٔ فیلم‌های بلند                        | تندیس بهترین کارگردانی                              | آژانس شیشه‌ای               | نامزدشده     | [ ۲۰ ]        |
| جشنواره فیلم مقاومت                        | ۱۳۷۷ | مسابقهٔ فیلم‌های بلند                        | تندیس بهترین فیلم‌نامه                               | آژانس شیشه‌ای               | نامزدشده     | [ ۲۰ ]        |
| جشنواره فیلم مقاومت                        | ۱۳۷۷ | مسابقهٔ فیلم‌های بلند                        | تندیس جایزهٔ ویژهٔ هیئت داوران                        | آژانس شیشه‌ای               | برنده        | [ ۲۰ ]        |
| جشنواره فیلم مقاومت                        | ۱۳۷۹ | بیست سالهٔ سینمایی                          | تندیس جایزهٔ ویژهٔ هیئت داوران:چهار فیلم‌ساز شاخص      | —                          | دوم          | [ ۲۱ ]        |
| جشنواره فیلم مقاومت                        | ۱۳۸۴ | سینمای دفاع مقدس                           | پنج کارگردان برتر                                   | —                          | اول          | [ ۲۲ ]        |
| جشنواره فیلم مقاومت                        | ۱۳۸۹ | سینمای دفاع مقدس                           | سه کارگردان برتر                                    | آژانس شیشه‌ای               | اول          | [ ۲۳ ]        |
| جشنواره فیلم مقاومت                        | ۱۳۸۹ | سینمای دفاع مقدس                           | سه فیلم‌نامه برتر                                    | آژانس شیشه‌ای               | اول          | [ ۲۳ ]        |
| جشنواره فیلم مقاومت                        | ۱۳۹۳ | سینمای ایران                               | تندیس بهترین کارگردانی                              | چ                          | برنده        | [ ۲۴ ]        |
| جشنواره فیلم مقاومت                        | ۱۳۹۳ | سینمای ایران                               | تندیس بهترین فیلم‌نامه                               | چ                          | نامزدشده     | [ ۲۵ ]        |
| جشنواره فیلم مقاومت                        | ۱۳۹۳ | سینمای بین‌المللی                           | تندیس جایزهٔ ویژهٔ هیئت داوران                        | چ                          | برنده        | [ ۲۴ ]        |
| جشنواره فیلم مقاومت                        | ۱۳۹۵ | سینمای ایران                               | تندیس بهترین کارگردانی                              | بادیگارد                   | برنده        | [ ۲۶ ]        |
| جشنواره فیلم مقاومت                        | ۱۳۹۵ | سینمای ایران                               | تندیس بهترین فیلم‌نامه                               | بادیگارد                   | نامزدشده     | [ ۲۷ ]        |
| جشنواره فیلم مقاومت                        | ۱۳۹۵ | جایزه داوری خانواده شهدا                   | بهترین اثر                                          | بادیگارد                   | برنده        | [ ۲۶ ]        |
| جشنواره فیلم مقاومت                        | ۱۳۹۷ | چهل سال سینمای مقاومت                      | بهترین کارگردان                                     | —                          | برنده        | [ ۲۸ ]        |
| جشنواره فیلم مقاومت                        | ۱۳۹۷ | چهل سال سینمای مقاومت                      | بهترین فیلم‌نامه‌نویس                                 | —                          | برنده        | [ ۲۸ ]        |
| جشن انجمن منتقدان ونویسندگان سینمایی ایران | ۱۳۸۷ | سی سال سینمای ایران                        | بهترین فیلم‌ساز دفاع مقدس                            | —                          | برنده        | [ ۲۹ ]        |
| جشن انجمن منتقدان ونویسندگان سینمایی ایران | ۱۳۸۹ | فیلم‌های بلند                               | تندیس بهترین کارگردانی                              | به رنگ ارغوان              | برنده        | [ ۳۰ ]        |
| جشن انجمن منتقدان ونویسندگان سینمایی ایران | ۱۳۸۹ | فیلم‌های بلند                               | تندیس بهترین فیلم‌نامه                               | به رنگ ارغوان              | نامزدشده     | [ ۳۰ ]        |
| جشن انجمن منتقدان ونویسندگان سینمایی ایران | ۱۳۹۱ | فیلم‌های بلند                               | تندیس بهترین بازیگر نقش مکمل مرد                    | زندگی خصوصی آقا و خانم میم | نامزدشده     | [ ۳۱ ]        |
| جشن انجمن منتقدان ونویسندگان سینمایی ایران | ۱۳۹۳ | فیلم‌های بلند                               | تندیس بهترین کارگردانی                              | چ                          | نامزدشده     | [ ۳۲ ]        |
| جشن انجمن منتقدان ونویسندگان سینمایی ایران | ۱۳۹۵ | فیلم‌های بلند                               | تندیس بهترین کارگردانی                              | بادیگارد                   | نامزدشده     | [ ۳۳ ]        |
| جشن انجمن منتقدان ونویسندگان سینمایی ایران | ۱۳۹۵ | فیلم‌های بلند                               | تندیس جایزهٔ ویژهٔ هیئت داوران                        | بادیگارد                   | برنده        | [ ۳۴ ]        |
| جشن انجمن منتقدان ونویسندگان سینمایی ایران | ۱۳۹۷ | فیلم‌های بلند                               | تندیس بهترین کارگردانی                              | به وقت شام                 | نامزدشده     | [ ۳۵ ]        |
| جشن حافظ                                   | ۱۳۷۸ | —                                          | تندیس بهترین کارگردانی                              | روبان قرمز                 | نامزدشده     | [ ۳۶ ]        |
| جشن حافظ                                   | ۱۳۷۸ | —                                          | تندیس بهترین فیلم‌نامه                               | روبان قرمز                 | نامزدشده     | [ ۳۶ ]        |
| جشن حافظ                                   | ۱۳۸۱ | سینما                                      | تندیس بهترین کارگردانی                              | ارتفاع پست                 | نامزدشده     | [ ۳۷ ]        |
| جشن حافظ                                   | ۱۳۸۱ | سینما                                      | تندیس بهترین فیلم‌نامه                               | ارتفاع پست                 | نامزدشده     | [ ۳۸ ]        |
| جشن حافظ                                   | ۱۳۹۰ | سینما                                      | تندیس بهترین کارگردانی                              | به رنگ ارغوان              | نامزدشده     | [ ۳۹ ]        |
| جشن حافظ                                   | ۱۳۹۵ | سینما                                      | تندیس بهترین کارگردانی                              | بادیگارد                   | نامزدشده     | [ ۴۰ ]        |
| جشن حافظ                                   | ۱۳۹۷ | سینما                                      | تندیس بهترین کارگردانی                              | به وقت شام                 | نامزدشده     | [ ۴۱ ]        |
| جشنواره سیما                               | ۱۳۸۲ | سریال‌های درجه «الف»                        | بهترین کارگردانی                                    | خاک سرخ                    | برنده        | [ ۴۲ ]        |
| جشنواره فیلم سن سباستین                    | ۱۹۹۹ | مسابقهٔ اصلی                                | صدف طلایی بهترین فیلم                               | روبان قرمز                 | نامزدشده     | [ ۴۳ ] [ ۴۴ ] |
| جشنواره فیلم مار دل پلاتا                  | ۲۰۰۳ | مسابقهٔ اصلی                                | آستور طلایی بهترین فیلم                             | ارتفاع پست                 | نامزدشده     | [ ۴۵ ] [ ۴۶ ] |
| جشنواره فیلم بغداد                         | ۲۰۱۶ | —                                          | نخل طلای بهترین فیلم بلند                           | بادیگارد                   | برنده        | [ ۴۷ ]        |
| جشنواره فیلم‌های ایرانی لندن                | ۲۰۱۶ | —                                          | بهترین فیلم از نگاه تماشاگران                       | بادیگارد                   | اول          | [ ۴۸ ]        |
| جشنواره فیلم مستقل وین                     | ۲۰۱۷ | —                                          | تندیس طلایی بهترین فیلم بلند                        | بادیگارد                   | نامزدشده     | [ ۴۹ ]        |
| جشنواره فیلم مستقل وین                     | ۲۰۱۷ | —                                          | تندیس طلایی بهترین کارگردانی                        | بادیگارد                   | برنده        | [ ۵۰ ]        |
| جشنواره فیلم مستقل وین                     | ۲۰۱۷ | —                                          | تندیس طلایی بهترین دستاورد هنری                     | بادیگارد                   | برنده        | [ ۵۰ ]        |
| جایزه سینمایی ققنوس                        | ۱۳۹۴ | —                                          | تندیس ققنوس بهترین فیلم                             | بادیگارد                   | برنده        | [ ۵۱ ]        |
| جایزه سینمایی ققنوس                        | ۱۳۹۶ | —                                          | تندیس ققنوس بهترین فیلم                             | به وقت شام                 | برنده        | [ ۵۲ ]        |
| جایزه سینمایی آینه                         | ۱۳۹۴ | —                                          | تندیس آینه بهترین فیلم                              | بادیگارد                   | برنده        | [ ۵۱ ]        |
| جشنواره فیلم شهر                           | ۱۳۹۶ | فیلم‌های سینمایی                            | بهترین کارگردانی                                    | بادیگارد                   | نامزدشده     | [ ۵۳ ]        |

## رکوردها
| تعداد | فیلم          |
| ----- | ------------- |
| ۱۵    | بادیگارد      |
| ۹     | آژانس شیشه‌ای  |
| ۸     | ارتفاع پست    |
| ۷     | به رنگ ارغوان |
| ۶     | روبان قرمز    |
| ۶     | چ             |

| تعداد | فیلم         |
| ----- | ------------ |
| ۹     | بادیگارد     |
| ۷     | آژانس شیشه‌ای |

## سایر عنوان‌ها
- ده فیلم‌ساز برتر: نظرخواهی آبان ۱۳۸۱ از ۵۵ منتقد. پس از بهرام بیضایی، داریوش مهرجویی، ناصر تقوایی و مسعود کیمیایی، با ۲۵ رأی به عنوان پنجمین فیلم‌ساز برتر تاریخ سینمای ایران انتخاب شد.[۵۴]
- «نشان افتخار جهادگر عرصه فرهنگ و هنر» (۱۳۹۳)[۵۵]
- «چهرهٔ سال» هنر انقلاب اسلامی (۱۳۹۷) برای ساخت به وقت شام[۵۶]

## پی‌نوشت‌ها

### منبع‌ها
1. ↑  «بازخوانی ۲۸ دورهٔ جشنوارهٔ فیلم فجر/ رقابت فیلم‌اولی‌ها در سومین دورهٔ فجر». ایسنا. ۲۶ دی ۱۳۸۹.
2. 1 2 3  «ابراهیم حاتمی‌کیا: جشنواره‌ها». بانک جامع اطلاعات سینمای ایران. بایگانی‌شده از اصلی در ۱۶ ژوئن ۲۰۲۰. دریافت‌شده در ۳۱ شهریور ۱۳۹۸.
3. ↑  «سیمرغ بیستم امشب فرود می‌آید». همشهری (۲۶۴۷). ۲۱ بهمن ۱۳۸۰.
4. ↑  «سیمرغ بلورین ارغوانی شد». خبرگزاری مهر. ۱۴ بهمن ۱۳۸۸.
5. ↑  انتظاری، علیرضا (۱۲ بهمن ۱۳۸۸). «حاشیه و اصل اختتامیه بخش بین‌الملل بیست و هشتمین جشنواره بین‌المللی فیلم فجر». پرده سینما.
6. ↑  «نامزدهای بخش «سودای سیمرغ» جشنوارهٔ فیلم فجر معرفی شدند». ایسنا. ۲۰ بهمن ۱۳۹۲.
7. ↑  «حاتمی‌کیا جایزه ویژه و درویش بیرق طلایی را از آن خود کرد/ سیمرغ بهترین فیلم آسیایی برای عسگرپور». خبرگزاری مهر. ۱۵ بهمن ۱۳۹۲.
8. ↑  روزبان، نیوشا (۲۲ بهمن ۱۳۹۶). «پرونده جشنواره ملی فیلم فجر ۳۶ بسته شد/ سیمرغ‌داران معرفی شدند». خبرگزاری مهر.
9. ↑  «نامزدهای جشنواره فیلم فجر ۴۳ معرفی شدند». ایرنا. ۲۱ بهمن ۱۴۰۳.
10. ↑  «دومین دوره جشن سینمای ایران». خانه سینما. دریافت‌شده در ۱ آبان ۱۴۰۱.
11. ↑  «خانه سینما حق حاتمی‌کیا را ادا کرد». همشهری (۲۸۳۹). ۲۲ شهریور ۱۳۸۱.
12. ↑  «ششمین دوره جشن سینمای ایران». خانه سینما. دریافت‌شده در ۱ آبان ۱۴۰۱.
13. ↑  «رقابت معکوس جشن خانه سینما با جشنواره فیلم فجر». خبرگزاری مهر. ۲۳ شهریور ۱۳۸۷.
14. ↑  «نامزدهای هجدهمین جشن سینمای ایران اعلام شد». خبرگزاری مهر. ۷ شهریور ۱۳۹۵.
15. ↑  روزبان، نیوشا (۱۴ مرداد ۱۳۹۷). «نامزدهای بیستمین جشن بزرگ سینمای ایران اعلام شد». خبرگزاری مهر.
16. 1 2  «برگزیدگان دوره سوم». جشنواره بین‌المللی فیلم مقاومت. بایگانی‌شده از اصلی در ۱۸ آوریل ۲۰۱۹. دریافت‌شده در ۳۱ شهریور ۱۳۹۸.
17. ↑  «برگزیدگان دوره چهارم». جشنواره بین‌المللی فیلم مقاومت. بایگانی‌شده از اصلی در ۱۷ آوریل ۲۰۱۹. دریافت‌شده در ۳۱ شهریور ۱۳۹۸.
18. 1 2  «برگزیدگان دوره پنجم». جشنواره بین‌المللی فیلم مقاومت. بایگانی‌شده از اصلی در ۱۷ آوریل ۲۰۱۹. دریافت‌شده در ۳۱ شهریور ۱۳۹۸.
19. 1 2  «برگزیدگان دوره ششم». جشنواره بین‌المللی فیلم مقاومت. بایگانی‌شده از اصلی در ۱۸ آوریل ۲۰۱۹. دریافت‌شده در ۳۱ شهریور ۱۳۹۸.
20. 1 2 3  «برگزیدگان دوره هفتم». جشنواره بین‌المللی فیلم مقاومت. بایگانی‌شده از اصلی در ۱۷ آوریل ۲۰۱۹. دریافت‌شده در ۳۱ شهریور ۱۳۹۸.
21. ↑  «برگزیدگان دوره هشتم». جشنواره بین‌المللی فیلم مقاومت. بایگانی‌شده از اصلی در ۱۷ آوریل ۲۰۱۹. دریافت‌شده در ۳۱ شهریور ۱۳۹۸.
22. ↑  «برگزیدگان دوره دهم». جشنواره بین‌المللی فیلم مقاومت. بایگانی‌شده از اصلی در ۱۷ آوریل ۲۰۱۹. دریافت‌شده در ۳۱ شهریور ۱۳۹۸.
23. 1 2  استادی، رضا (۳۱ شهریور ۱۳۸۹). «دفاع مقدس، اهالی سینما را دور هم جمع کرد». جام جم. سال یازدهم (۲۹۵۰): ۱۲ – به واسطهٔ مگ‌ایران.
24. 1 2  «برگزیدگان دوره سیزدهم». جشنواره بین‌المللی فیلم مقاومت. بایگانی‌شده از اصلی در ۱۷ آوریل ۲۰۱۹. دریافت‌شده در ۳۱ شهریور ۱۳۹۸.
25. ↑  «نامزدهای جشنواره مقاومت معرفی شد/ صدرنشینی «چ» و «میهمان داریم»». خبرگزاری مهر. ۶ مهر ۱۳۹۳.
26. 1 2  «برگزیدگان دوره چهاردهم». جشنواره بین‌المللی فیلم مقاومت. بایگانی‌شده از اصلی در ۱۸ آوریل ۲۰۱۹. دریافت‌شده در ۳۱ شهریور ۱۳۹۸.
27. ↑  «معرفی نامزدهای جشنواره مقاومت/ رقابت نزدیک «ایستاده در غبار» و فیلمی لبنانی». خبرآنلاین. ۸ مهر ۱۳۹۵.
28. 1 2  «ملاقلی‌پور، حاتمی‌کیا، ده‌نمکی و پرستویی در فهرست برگزیدگان ۴۰ سال سینمای مقاومت». خبرگزاری فارس. ۶ آذر ۱۳۹۷.
29. ↑  «دومین دوره». انجمن منتقدان و نویسندگان سینمایی ایران. بایگانی‌شده از اصلی در ۵ اوت ۲۰۲۰. دریافت‌شده در ۳۱ شهریور ۱۳۹۸.
30. ↑  «چهارمین دوره». انجمن منتقدان و نویسندگان سینمایی ایران. بایگانی‌شده از اصلی در ۵ اوت ۲۰۲۰. دریافت‌شده در ۳۱ شهریور ۱۳۹۸.
31. ↑  «ششمین دوره». انجمن منتقدان و نویسندگان سینمایی ایران. بایگانی‌شده از اصلی در ۳ دسامبر ۲۰۱۹. دریافت‌شده در ۳۱ شهریور ۱۳۹۸.
32. ↑  «هشتمین دوره». انجمن منتقدان و نویسندگان سینمایی ایران. بایگانی‌شده از اصلی در ۳ اوت ۲۰۲۰. دریافت‌شده در ۳۱ شهریور ۱۳۹۸.
33. ↑  «دهمین دوره». انجمن منتقدان و نویسندگان سینمایی ایران. بایگانی‌شده از اصلی در ۳ اوت ۲۰۲۰. دریافت‌شده در ۳۱ شهریور ۱۳۹۸.
34. ↑  «برگزیدگان دهمین جشن منتقدان سینما معرفی شدند». باشگاه خبرنگاران جوان. ۲۸ شهریور ۱۳۹۵.
35. ↑  «برگزیدگان دوازدهمین جشن منتقدان معرفی شدند». سوره‌سینما. ۲۸ آذر ۱۳۹۷.
36. ↑  «گزارش برگزاری سومین دوره معرفی برگزیدگان سینمای ایران». جشن حافظ. بایگانی‌شده از اصلی در ۲۲ مارس ۲۰۱۹. دریافت‌شده در ۳۱ شهریور ۱۳۹۸.
37. ↑  «گزارش برگزاری سومین دوره معرفی برگزیدگان سینمای ایران (صحبت‌های حضار)». جشن حافظ. بایگانی‌شده از اصلی در ۲۲ مارس ۲۰۱۹. دریافت‌شده در ۳۱ شهریور ۱۳۹۸.
38. ↑  «گزارش ششمین جشن سینمایی دنیای تصویر». جشن حافظ. بایگانی‌شده از اصلی در ۳۰ اکتبر ۲۰۱۹. دریافت‌شده در ۳۱ شهریور ۱۳۹۸.
39. ↑  «رکوردداران؛ درباره الی و سنتوری». دنیای اقتصاد (۲۴۱۲): ۳۲. ۳۰ تیر ۱۳۹۰.
40. ↑  «گزارش شانزدهمین جشن سینمایی تلویزیونی حافظ». جشن حافظ. بایگانی‌شده از اصلی در ۱۰ آوریل ۲۰۱۹. دریافت‌شده در ۳۱ شهریور ۱۳۹۸.
41. ↑  «معرفی نامزدهای بخش سینمایی هجدهمین جشن «حافظ»». باشگاه خبرنگاران جوان. ۱۷ مرداد ۱۳۹۷.
42. ↑  «جشن چهارم، تندیس‌ها و نمایش پرده آخر». جام جم آنلاین. ۲۰ مهر ۱۳۸۲.
43. ↑  "1999. 47th Edition: Official Section". San Sebastián International Film Festival. Retrieved 22 September 2019.
44. ↑  "47th San Sebastián Film Festival (1999)". FilmAffinity. Retrieved 22 September 2019.
45. ↑  "18th Edition (2003)". Mar del Plata International Film Festival. Retrieved 22 September 2019.
46. ↑  "18th Mar del Plata Film Festival (2003)". FilmAffinity. Retrieved 22 September 2019.
47. ↑  «نخل طلای جشنواره فیلم بغداد به «بادیگارد» رسید». ایران آنلاین. ۲۰ آذر ۱۳۹۵. بایگانی‌شده از اصلی در ۲۰ اکتبر ۲۰۱۹. دریافت‌شده در ۲۰ اکتبر ۲۰۱۹.
48. ↑  Sheikhi, Marjohn (8 November 2016). "The Salesman wins Best Film at London Iranian filmfest". Mehr News Agency.
49. ↑  ««بادیگارد» به رقابت «وین» دعوت شد». ایسنا. ۲۷ خرداد ۱۳۹۶.
50. 1 2  "VIFF 2017 Winners". VIFF Vienna Independent Film Festival. Retrieved 22 September 2019.
51. 1 2  «اختتامیه جشن سینمایی ققنوس برگزار شد». ایلنا. ۱ اسفند ۱۳۹۴.
52. ↑  «اختتامیه هفتمین جایزه سینمایی ققنوس». سینماپرس. ۲۷ بهمن ۱۳۹۶.
53. ↑  «نامزدهای دریافت جایزه سینمایی جشنواره فیلم شهر معرفی شدند». باشگاه خبرنگاران جوان. ۱۴ مرداد ۱۳۹۶.
54. ↑  فراستی، مسعود (آبان ۱۳۸۱). «بهترین فیلم‌های عمر ما: بهترین فیلم‌ها و فیلم‌سازان تاریخ سینما از نگاه ۵۵ منتقد سینمایی». نقد سینما. تهران: سوره مهر (۳۳): ۷۲–۸۷. شاپا 1023-8042.
55. ↑  «کدام یک از سینماگران، نشان جهادگر عرصه فرهنگ و هنر گرفتند؟». خبرگزاری تسنیم. ۲۴ اسفند ۱۳۹۳.
56. ↑  «ابراهیم حاتمی‌کیا چهره هنر انقلاب در سال ۹۷ شد». سوره‌سینما. ۲۶ فروردین ۱۳۹۸.